# Антонов, Алексей Васильевич
Алексей Васильевич Антонов (род. 12 апреля 1969, Энгельс) — российский политический и государственный деятель, председатель Торгово-промышленной палаты Саратовской области (2016—2024), председатель Саратовской областной думы (с октября 2024).

## Биография
Родился 12 апреля 1969 года в городе Энгельсе Саратовской области.
В 1991 году окончил Саратовский политехнический институт по специальности «Автомобили и автомобильное хозяйство», после чего в 1991—1992 годах работал на Саратовском пассажирском авто-транспортном предприятии № 7 мастером участка текущего ремонта автомобилей.
С 1992 года поступил на службу в Нижневолжскую торгово-промышленную палату РСФСР в городе Саратове сначала внештатным, а затем штатным экспертом.
В 1994—2004 годах — заместитель директора по экспертизе и оценке автономной некоммерческой организации «Соэкс-Волга» Торгово-промышленной палаты Российской Федерации.
С 2004 по 2016 годы — вице-президент Торгово-промышленной палаты Саратовской области.
С 28 июня 2016 года по 8 октября 2024 года — президент Торгово-промышленной палаты Саратовской области.
В сентябре 2017 года избран депутатом Саратовской областной Думы VI созыва. Председатель комитета Саратовской областной Думы по государственному строительству и местному самоуправлению, первый заместитель Председателя Саратовской областной Думы, председатель комитета Саратовской областной Думы по бюджету, налогам, промышленности и собственности.
С 2016 по 2019 годы — секретарь отделения партии «Единая Россия» Фрунзенского района города Саратова.
С 25 октября 2019 года — председатель Саратовского регионального совета сторонников Партии «Единая Россия».
В сентябре 2022 года избран депутатом Саратовской областной Думы VII созыва.
С 14 августа 2024 — исполняющий обязанности председателя Саратовской областной думы.
9 октября 2024 года избран председателем Саратовской областной думы VII созыва.

## Награды
- Диплом Торгово-промышленной палаты Российской Федерации;
- Знак отличия Торгово-промышленной палаты Российской Федерации 2-й степени — за вклад в развитие экспертной деятельности в Российской Федерации.